# Euzygodon sendtneri
Euzygodon sendtneri är en bladmossart som beskrevs av Juratzka 1882. Euzygodon sendtneri ingår i släktet Euzygodon, klassen egentliga bladmossor, divisionen bladmossor och riket växter. Inga underarter finns listade i Catalogue of Life.